# Référendum letton sur l'adhésion à l'Union européenne
 (août 2025).
Si vous disposez d'ouvrages ou d'articles de référence ou si vous connaissez des sites web de qualité traitant du thème abordé ici, merci de compléter l'article en donnant les références utiles à sa vérifiabilité et en les liant à la section « Notes et références ».

Proportion des votes en faveur de l'adhésion par région.

Le référendum letton de 2003 est un référendum organisé en Lettonie et ayant eu lieu le 20 septembre 2003. Celui-ci porte sur l'adhésion de la Lettonie à l'Union européenne.
Le taux de participation est de 71,5 % avec 1 010 467 votants pour un corps électoral de 1 414 133 personnes. 67,5 % des votants ont répondu favorablement à la question posée soit 676 700 personnes. 32,5 % des votants n'ont pas souhaité cette adhésion soit 325 980 personnes.
À la suite de ce résultat, la Lettonie signe le traité d'Athènes en 2003 et intègre l'Union européenne le 1er mai 2004, lors du cinquième élargissement de l'Union européenne.